# Блан, Жозеф
Жозеф Поль Блан (фр. Joseph Blanc; 25 января 1846, Париж — 4 июля 1904, там же) — французский художник.

## Биография
Уроженец Парижа. Учился у Эмиля Бена и Александра Кабанеля в Школе изящных искусств Парижа. В 1867 году получил Римскую премию (I степень) за картину на заданный сюжет из античной мифологии — «Эдип убивает Лаия». В дальнейшем открыл собственную студию на Монмартре, имел учеников. В 1889 году был назначен профессором Школы изящных искусств.
Блан предпочитал писать картины на религиозные, мифологические и исторические темы, а также портреты. Являлся видным представителем академизма.
Помимо станковой живописи, активно занимался росписью различных общественных зданий. Так, ему было поручено создание нескольких фресок для Парижского пантеона, а также росписей для Парижской ратуши и театра Опера-Комик.
Жозеф Блан также разработал дизайн одного из типов французских почтовых марок, которые стали известны, по имени художника, как «марки типа Блан» (фр.).

## Галерея

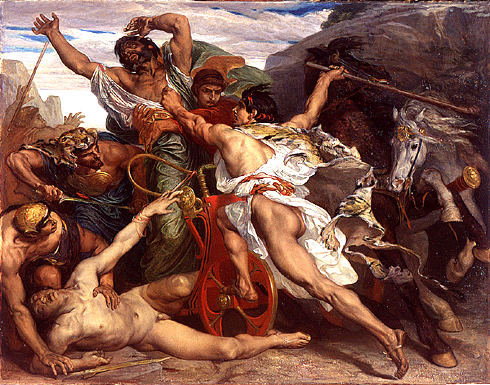
Эдип убивает Лаия (Римская премия 1867 года)
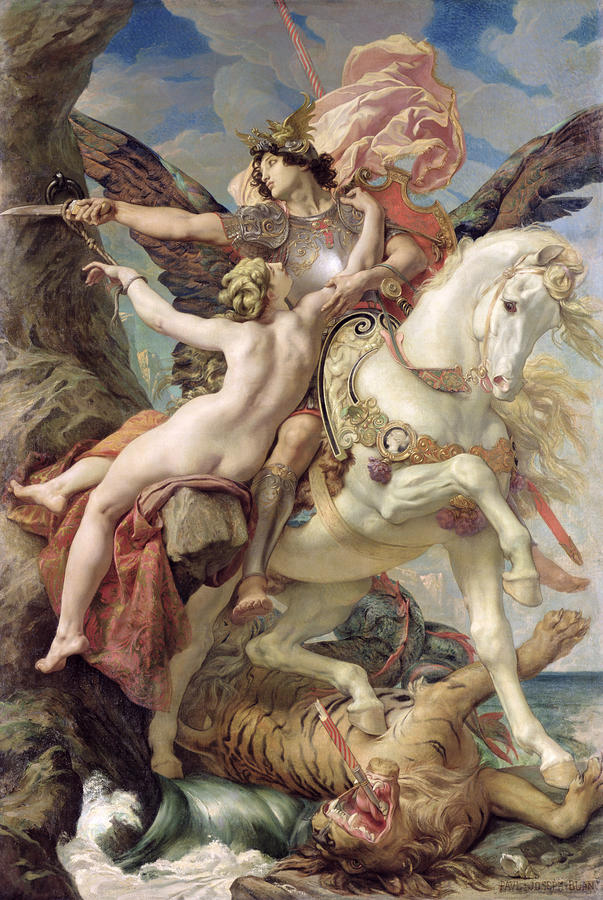
Руджеро и Анджелика (картина написана на сюжет средневековой поэмы)
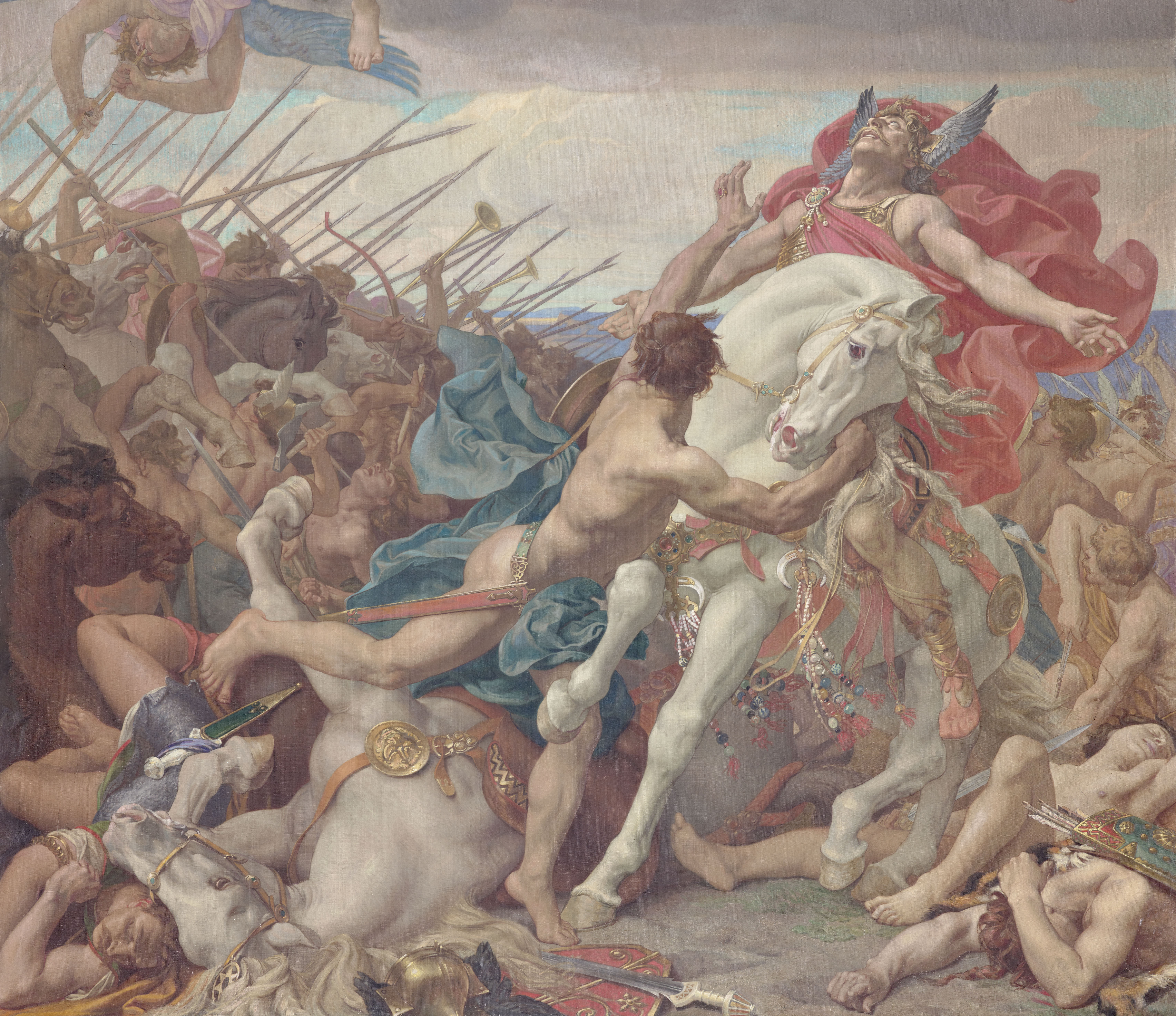
Битва при Толбиаке. Деталь фрески в Парижском Пантеоне
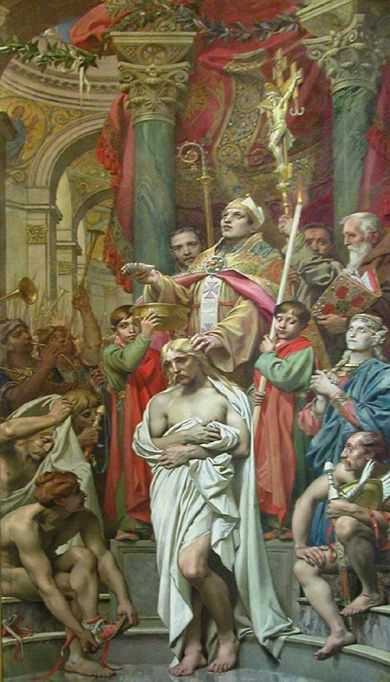
Крещение короля Хлодвига. Фреска в  Парижском Пантеоне
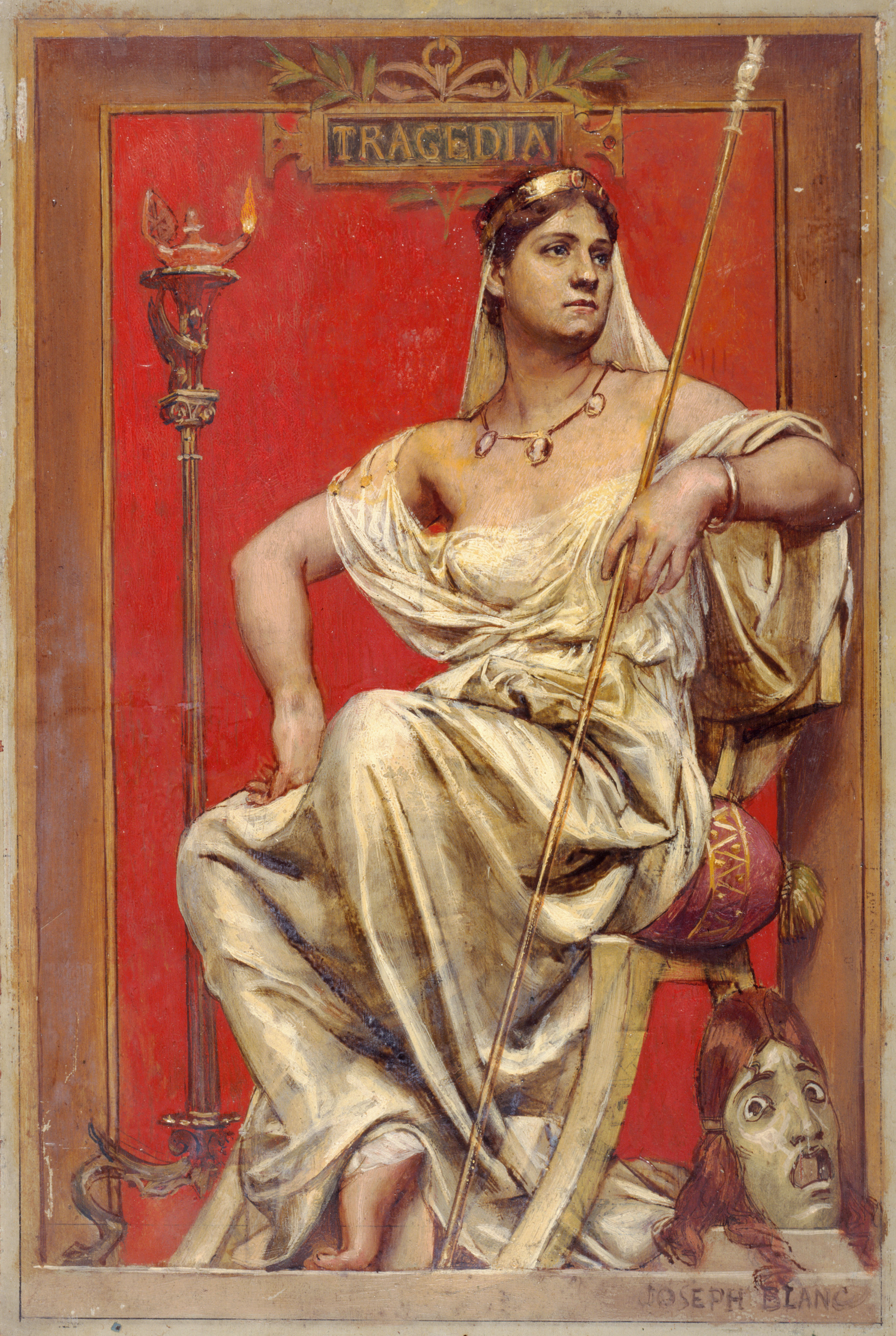
Портрет франко-бельгийской актрисы Аделины Дадли (1858—1934) в образе музы Трагедии. Музей Карнавале, Париж
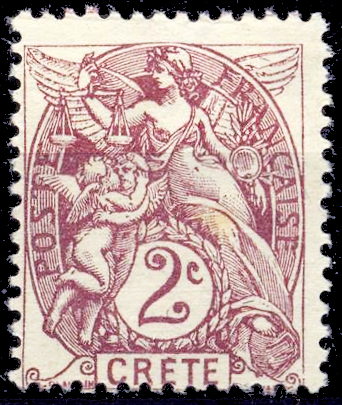
Один из цветовых вариантов марки «типа Блан»